# Elezioni federali in Germania del 1972
Le elezioni federali nella Repubblica Federale di Germania del 1972 si tennero il 19 novembre per il rinnovo del Bundestag.
Si recò alle urne il 91.1% dei cittadini aventi diritto al voto.

## Antefatti e campagna elettorale
Per la prima volta nella storia della Germania Ovest si resero necessarie le elezioni anticipate un anno prima della scadenza naturale del mandato. Questo accadde perché un gruppo di parlamentari del Partito Liberaldemocratico, per protestare contro il riconoscimento della Repubblica democratica tedesca da parte della Repubblica federale, tolsero la fiducia al governo e si unirono all'opposizione cristianodemocratica. Il capogruppo della CDU/CSU, Rainer Barzel ritenne quindi di poter sostituire il cancelliere Willy Brandt utilizzando l'istituto della sfiducia costruttiva. Gli mancarono due voti per divenire cancelliere (in seguito venne appurato che almeno un deputato della CDU era stato corrotto dalla DDR).
La campagna elettorale si trasformò in un vero e proprio referendum su Willy Brandt e la sua Ostpolitik, tanto che lo slogan elettorale dei socialdemocratici fu Willy Brandt muss Kanzler bleiben! (Willy Brandt deve rimanere cancelliere!).

## Risultati
| Liste                                          | Maggioritario | Maggioritario | Maggioritario | Proporzionale | Proporzionale | Proporzionale | BB | Totale seggi |
| Liste                                          | Voti          | %             | Seggi         | Voti          | %             | Seggi         | BB | Totale seggi |
| ---------------------------------------------- | ------------- | ------------- | ------------- | ------------- | ------------- | ------------- | -- | ------------ |
| Partito Socialdemocratico di Germania (SPD)    | 18.228.239    | 48,86         | 152           | 17.175.169    | 45,85         | 78            | 12 | 242          |
| Unione Cristiano-Democratica di Germania (CDU) | 13.304.813    | 35,67         | 65            | 13.190.837    | 35,21         | 112           | 9  | 186          |
| Unione Cristiano-Sociale in Baviera (CSU)      | 3.620.625     | 9,71          | 31            | 3.615.183     | 9,65          | 17            | -  | 48           |
| Partito Liberale Democratico (FDP)             | 1.790.513     | 4,80          | -             | 3.129.982     | 8,36          | 41            | 1  | 42           |
| Partito Nazionaldemocratico di Germania        | 194.389       | 0,52          | -             | 207.465       | 0,55          | -             | -  | -            |
| Partito Comunista Tedesco                      | 146.258       | 0,39          | -             | 113.891       | 0,30          | -             | -  | -            |
| Altri                                          | 18.942        | 0,05          | -             | 27.223        | 0,07          | -             | -  | -            |
| Totale                                         | 37.303.779    |               | 248           | 37.459.750    |               | 248           | 22 | 518          |

## Conseguenze
Il risultato fu un successo sia per i socialdemocratici, che guadagnarono oltre tre milioni di preferenze, sia per gli alleati liberaldemocratici che guadagnarono due punti percentuali. La coalizione SPD-FDP, rafforzò così la maggioranza nel Bundestag. Tuttavia, Brandt dovette dimettersi nel 1974 a causa di uno scandalo che compromise uno dei suoi più stretti collaboratori, Günter Guillaume, che si rivelò un agente della Stasi. Alla guida del governo andò il socialdemocratico Helmut Schmidt.